# Juridische thriller
De juridische thriller of legal thriller is een subgenre van de thriller, waarin de spanningselementen van een thriller worden gecombineerd met een verhaallijn die in meerdere of mindere mate met het recht te maken heeft. 
Er bestaat een zekere overlap met het subgenre van de misdaadroman. Toch is de juridische thriller wezenlijk anders, omdat de focus zich meer richt op de werking van het rechtssysteem en juridische beroepen. Bovendien gaat een misdaadroman altijd over strafzaken en kan een juridische thriller heel goed civielrechtelijke procedures tot onderwerp hebben.
Advocaten, rechters en andere juristen spelen belangrijke (hoofd)rollen, evenals juridische procedures. Het is een uitdaging voor een schrijver om het verhaal aan de ene kant geloofwaardig te houden, maar om aan de andere kant het lezerspubliek niet van zich te vervreemden door overmatig gebruik van juridisch jargon. Juridische thrillers zijn meestal fictie, maar kunnen wel degelijk gebaseerd zijn op waargebeurde verhalen.
Een ander kenmerk van de juridische thriller, dat het genre met de financiële thriller gemeenschappelijk heeft, is dat de afbakening tussen helden en schurken onscherp is en dat er niet altijd een happy end is: soms winnen niet de helden maar de schurken. Jarrett Clay Carter, de hoofdpersoon uit De Claim, raakt door zijn eigen succes verblind en eindigt uiteindelijk in staat van faillissement. Carl Trudeau, de antagonist uit De aanklacht, weet door manipulatie van het systeem een volledig terechte aansprakelijkheidsclaim van de protagonisten te ontlopen. Jan Schlichtmann, de hoofdpersoon uit Een civiele procedure, weet een schikking te bewerkstelligen in een gifzaak, maar gaat ten onder aan de oplopende kosten terwijl de veroorzakers er genadig vanaf komen.
Hoewel de juridische thriller zich tot een subgenre met meerdere auteurs heeft ontwikkeld, is de belangrijkste en meest bekende auteur op dit gebied de Amerikaanse schrijver John Grisham.

## Voorbeelden
- Verdict of Twelve (1940) van Raymond Postgate